# Théhillac
Théhillac település Franciaországban, Morbihan megyében. Lakosainak száma 610 fő (2022. január 1.). Théhillac Rieux, Fégréac, Sévérac, Missillac és Saint-Dolay községekkel határos.

## Népesség
A település népessége az elmúlt években az alábbi módon változott:
| Lakosok száma | 476  | 533  | 510  | 523  | 560  | 569  | 596  | 604  | 608  | 610  |
|               | 1968 | 1982 | 1990 | 2006 | 2013 | 2015 | 2017 | 2019 | 2020 | 2022 |